# Halonen (företag)
Halonen (Veljekset Halonen Oy) är en finländsk modekedja som har omkring 20 butiker runt om i Finland. Företaget säljer kläder och skor för män och kvinnor i alla åldrar. Halonen grundades år 1932 och företagets huvudkontor är beläget i Helsingfors.
Halonens verkställande direktör är Pekka Halonen.

## Historia
Den första Halonen-butiken grundades år 1932 i Enso, som numera heter Svetogorsk. Efter vinterkriget var familjen Halonen tvungen att fly från Karelen och flyttade affärsverksamheten till Kotka stad. Huvudkontoret flyttades till Helsingfors på 1980-talet.
Halonens systerbolag, Oy Carlson, är ett järnhandels- och varuhuskedja från Kuopio. År 2008 valdes Halonen till årets företag i Helsingfors.

## Butiker
- Björneborg: Köpcentret Puuvilla
- Esbo: Köpcentret Sello
- Helsingfors: Köpcentret Itis
- Hyvinge: Köpcentret Willa
- Jyväskylä: Kauppakatu och Köpcentret Seppä
- Karleby: Storgatan
- Kotka: Kirkkokatu
- Kouvola: Köpcentret Veturi
- Lahtis: Köpcentret Karisma
- Lembois: Ideapark
- Reso: Köpcentret Mylly
- Seinäjoki: Köpcentret Megakeskus
- Tammerfors: Köpcentret Ratina
- Uleåborg: Kirkkokatu
- Vanda: Köpcentret Jumbo
- Vasa: Köpcentret Espen
- Villmanstrand: Köpcentret Opri
- Åbo: Köpcentret Centrum och Östcentrum